# Andy Legg
Pour les articles homonymes, voir Legg.
Andrew Legg (né le 28 juillet 1966 à Neath) est un footballeur international gallois reconverti entraîneur après une carrière passée dans les deux principaux clubs du pays de Galles, Swansea (1988-1993) et Cardiff City (1998-2003).

## Carrière
Durant son adolescence, Andy Legg suit ses cours à l'école publique de Glen Afan, à Port Talbot. Après sa scolarité, il entre à la Forestry Commission du pays de Galles. Cet emploi le tient éloigné du football de haut niveau et ne devient professionnel qu'à l'âge de 22 ans. Jusqu'alors, il joue pour de petits clubs amateurs, comme les Baglan Boys.

### Joueur
Au prix d'un travail physique intense, il signe pour un club du championnat du pays de Galles, Briton Ferry Athletic, un club aujourd'hui disparu. Mais il doit attendre 1988 et une signature à Swansea City pour découvrir le football professionnel.

### Entraîneur
Andy Legg apprend le métier d'entraîneur dès 2004, étant nommé adjoint de Steve Bleasdale à Peterborough.
Dès 2006, alors qu'il est toujours joueur et n'a pas commencé sa carrière d'entraîneur, il fait part au South Wales Echo de son rêve d'entraîner un jour Cardiff City. En janvier 2007, il est nommé entraîneur du club dans lequel il est aussi joueur, Hucknall Town, petit club d'une ville du Nottinghamshire qui évolue en Conference North (5e division anglaise). Il démissionne de ce poste en septembre suivant à la suite d'une série de 6 défaites consécutives et retourne à Llanelli.
À la suite du départ de Peter Nicholas du poste d'entraîneur, il est nommé manager de Llanelli en avril 2009. Le 13 novembre 2012, il démissionne.

### Sélection nationale
Andy Legg est sélectionné 6 fois en équipe du pays de Galles de football entre 1996 et 2001.

## Palmarès

### Comme joueur
Swansea City
- Coupe du pays de Galles
  - Vainqueur : 1989 et 1991

Notts County
- Coupe anglo-italienne
  - Vainqueur : 1995

Cardiff City
- Coupe de l'association de football du pays de Galles
  - Vainqueur : 2002

Llanelli AFC
- Welsh Premier League
  - Vainqueur : 2008

### Comme entraîneur
Llanelli AFC
- Coupe du pays de Galles
  - Vainqueur : 2011